# Synchrony Financial
Synchrony Financial — компания, предоставляющая потребительские финансовые услуги, со штаб-квартирой в городе Стамфорд, штат Коннектикут, США. До публичного размещения акций в 2014 году, Synchrony работала как GE Capital Retail Finance Corporation и была подразделением компании General Electric. Компания предлагает продукты финансирования, в том числе потребительских кредитов, финансирование рекламных программ лояльности, а также рассрочек кредитования, страхование сберегательных продуктов через Synchrony Bank, его дочерней компанией. Synchrony получила $2.88 млрд после первичного публичного размещения акций, что сделало её третьей по величине IPO в 2014 г. Компания публично торгуется на 
Нью-Йоркской фондовой бирже.
Synchrony является крупнейшим поставщиком частной этикетки кредитных карт в США по состоянию на 2014 год, компания составила 42 процентов частного рынка этикетки кредитной карты. Компания предоставляет частные этикетки кредитных карт для таких брендов, как Amazon, CheapOair, OneTravel, Walmart, Lowe’s, Guitar Center, Gap, BP, Ashley HomeStores, Discount Tire и P.C. Richard & Son. Через Synchrony Bank также выпускаются кредитные карты CareCredit для элективных процедур или медицинских услуг, таких как стоматологические, ветеринарные, косметические, зрения и аудиологии.

## Обвинения в обманной практике и декрета согласия CFPB
В июне 2014 г. Synchrony согласилось заплатить $225 млн после заключения декрета согласия с Consumer Financial Protection Bureau США за «ввод в заблуждение и дискриминационные практики» в отношении потребительских кредитных карт Synchrony. Утверждалось, что, работая в режиме телемаркетинга GE Capital, Synchrony были проданы многочисленные кредитные карты и дополнительные услуги, такие, как списание задолженности соглашений потребителям без уведомления покупателя в авансовые манера условий соглашений. Согласно CFPB, во многих случаях, потребители не знали, что они будут платить за эти услуги.
Что касается «дискриминационных» практик: CFPB было установлено, что Synchrony дискриминировала латиноамериканцев путем исключения из двух различных промо-выписок по кредитным сделкам клиентов, которые избраны, чтобы получать сообщения на испанском языке и клиентов с почтовыми адресами в Пуэрто-Рико. Не известно, почему Synchrony решила не предлагать эту рекламную акцию для своих испаноязычных клиентов, но CFPB пришёл к выводу, что эта практика представляет собой дискриминацию на основе расы и национального происхождения.